# Administração Provisória Russa na Bulgária
Administração Russa Provisória na Bulgária (em russo:  Временное русское управление в Болгарии, em búlgaro:  Временно руско управление в България) foi um governo interino estabelecido para os territórios búlgaros libertados pelo Exército Imperial Russo durante a guerra russo-turca de 1877-1878. Esta administração russa estabelecida no início da guerra, em junho de 1877, se estenderia por um período de dois anos e seria confirmada pelo Tratado de San Stefano. Entretanto, o Tratado de Berlim (1878) decidiu pela cessação da atividade do Governo Temporário Russo a partir da criação do Principado da Bulgária e da Rumélia Oriental, em julho de 1879.  Os principais objetivos da administração temporária russa seria o de  estabelecer existência pacífica e preparação para um renascimento do Estado búlgaro.